# Schoppen (België)
Schoppen is een deelgemeente van het Duitstalige Amel in de Belgische provincie Luik.

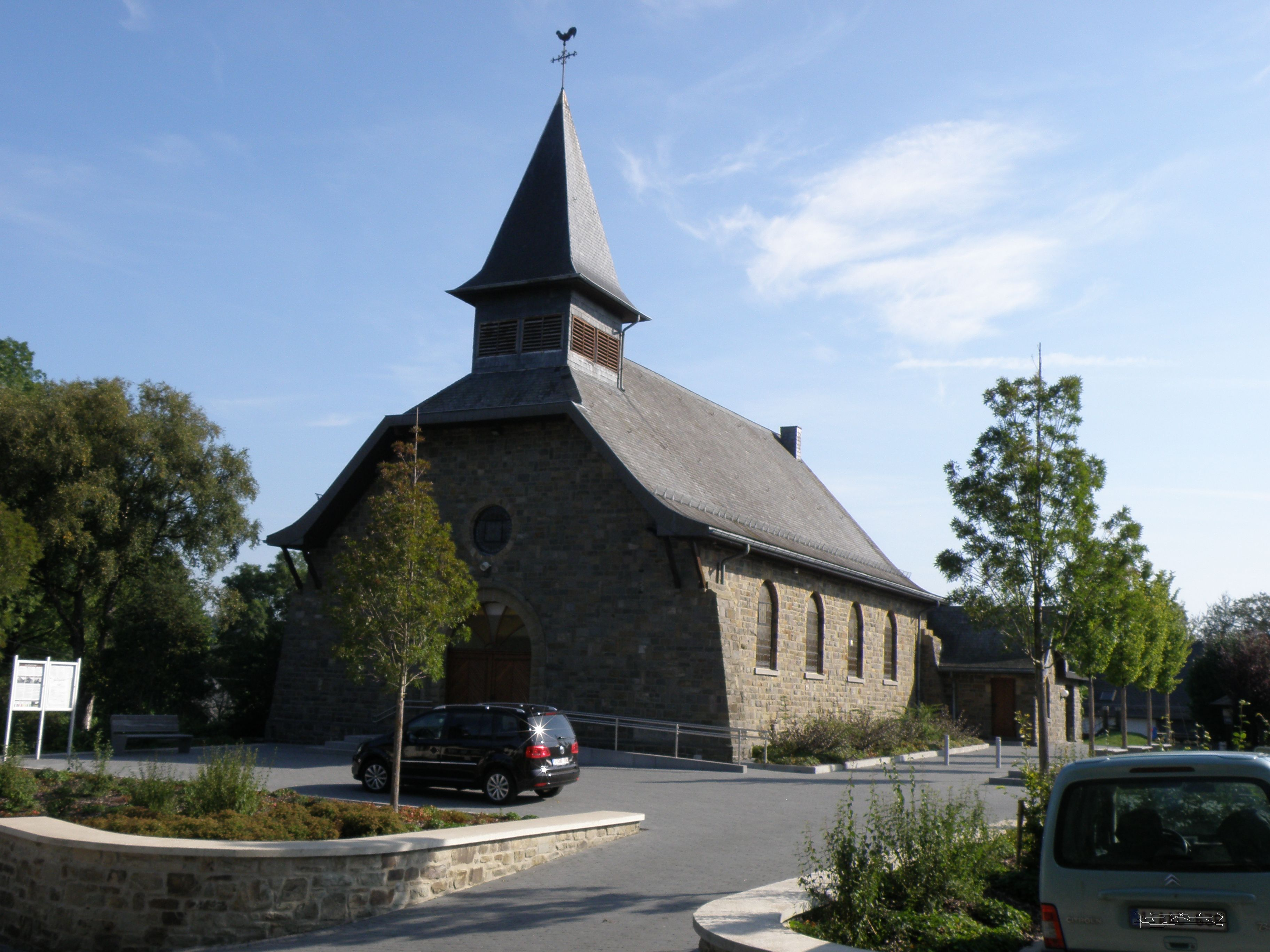
Kapel van Schoppen
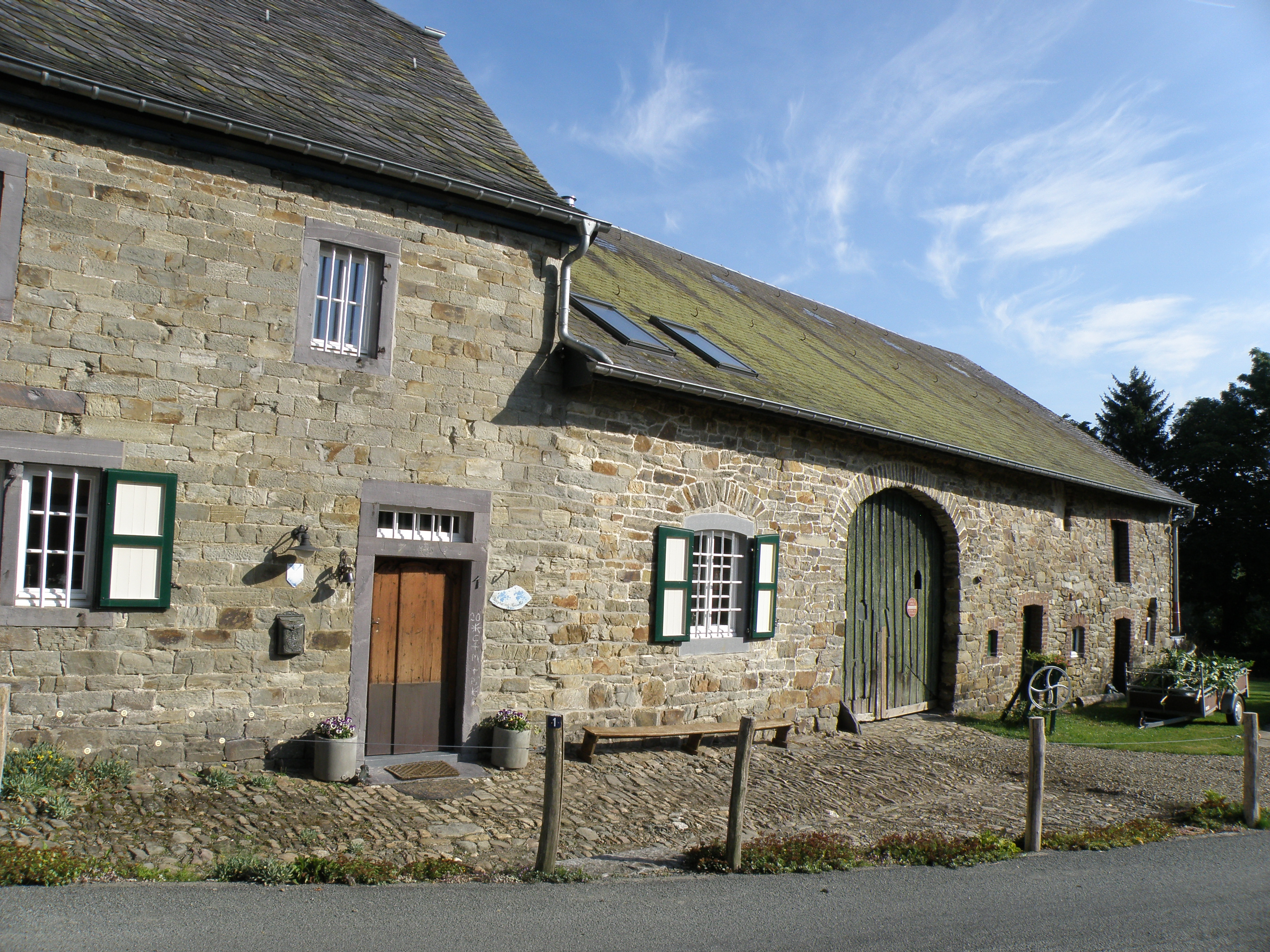
Hof Schoppen

## Bezienswaardigheden
- De kerk van Schoppen is een bouwwerk in natuursteenblokken met een wolfsdak en een vierkant torentje boven de ingang.
- Hof Schoppen (ook: Haus Jierten), aan Am Brunnen 1, hoeve van 1766.

## Geboren
- Karl-Heinz Lambertz, politicus, tussen 1999 en 2014 minister-president van de Duitstalige Gemeenschap

## Nabijgelegen kernen
Faymonville, Ondenval, Amel, Möderscheid
Deelgemeenten: Amel · Heppenbach · Meyerode

Overige kernen: Born · Deidenberg · Eibertingen · Halenfeld · Hepscheid · Herresbach · Iveldingen · Medell · Mirfeld · Möderscheid · Montenau · Schoppen · Valender · Wereth

Belgische gemeenten · Duitstalige Gemeenschap · Arrondissement Verviers · Luik · Wallonië